# Gargano-Purgierdolde
Die Gargano-Purgierdolde (Thapsia garganica), genannt auch Thapsie (lateinisch Thapsia) ist eine Pflanzenart aus der Gattung Thapsia innerhalb der Familie der Doldenblütler (Apiaceae).

## Beschreibung

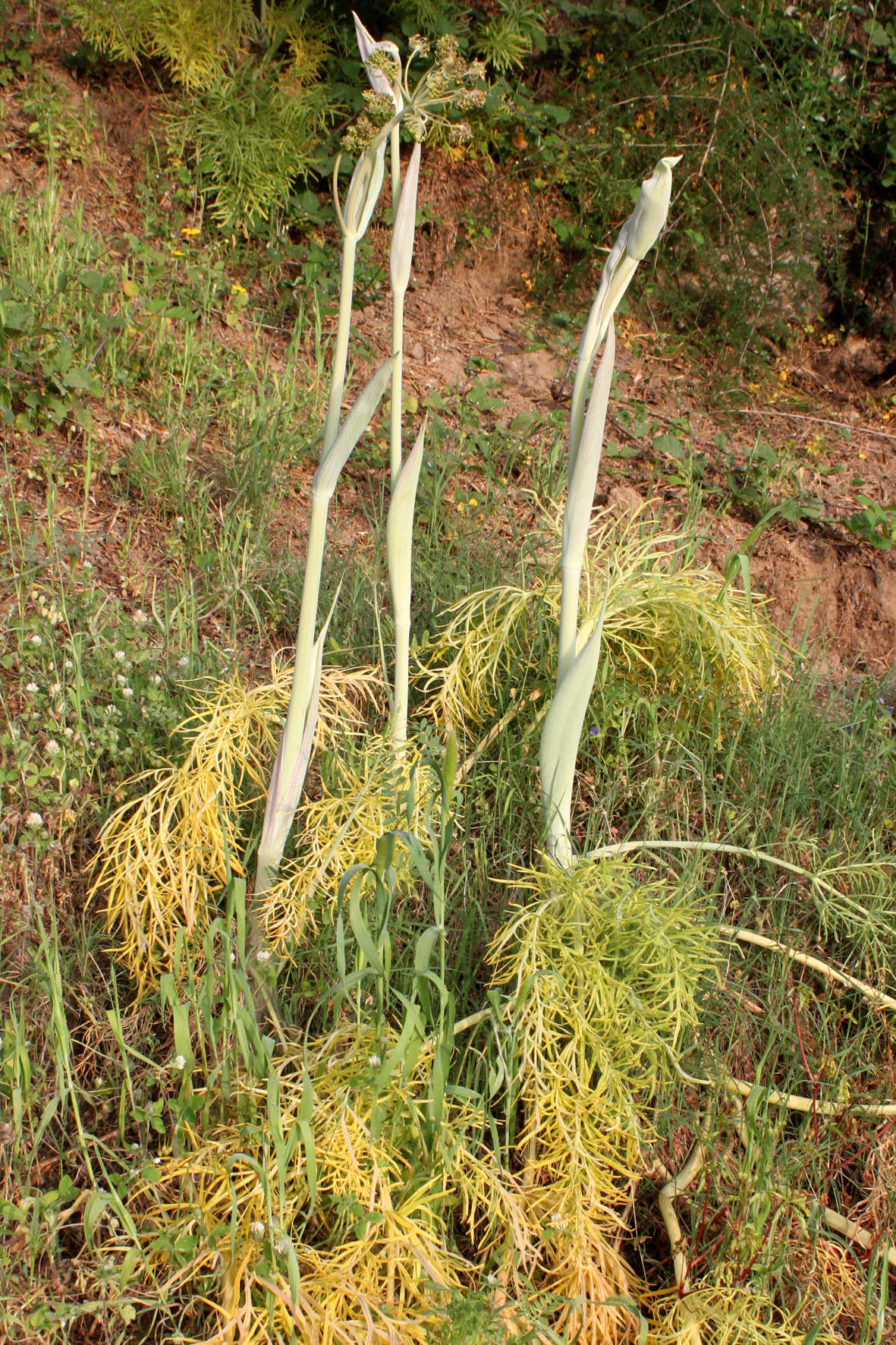
Habitus

### Vegetative Merkmale
Die Gargano-Purgierdolde ist eine ausdauernde krautige Pflanze, die Wuchshöhen von 30 bis 250 Zentimetern erreicht. Die oberirdischen Pflanzenteile sind mehr oder weniger kahl. Sie gelten als für einige Säugetiere giftig.
Die wechselständig am Stängel angeordneten Laubblätter sind zwei- bis vierfach zum Teil wirtelig gefiedert. Die schmalen Blattabschnitte sind bei einer Länge von 1 bis 6 Zentimetern linealisch, am Rand umgerollt, ganzrandig oder mit ein oder zwei Zähnen.

### Generative Merkmale
Der gelbe, doppeldoldigen Blütenstand ist aus je 5 bis 30 Strahlen und Döldchen zusammengesetzt und besitzt meist keine Hülle oder Hüllchen.
Die Früchte sind bei einer Länge von 12 bis 30 Millimetern flach elliptisch, mit 3 bis 7 Millimeter breiten, oben und unten tief eingebuchteten Flügeln.
Die Blütezeit reicht von April bis Juli.
Die Chromosomenzahl beträgt 2n = 22.

## Vorkommen
Thapsia garganica kommt im Mittelmeerraum in Tunesien, im nördlichen Algerien, nordwestlichen Libyen, auf den Balearen, auf Sardinien, Sizilien, in Italien, Griechenland, auf Kreta und im westlichen Teil der europäischen und asiatischen Türkei vor. Thapsia garganica gedeiht auf trockenen Weideflächen, in Olivenhainen und an Wegrändern.

## Systematik
Die Erstveröffentlichung von Thapsia garganica erfolgte 1767 durch Carl von Linné in Mantissa Plantarum. Generum Editionis vi et Specierum Editionis II, Seite 57.
Bei manchen Autoren gibt es etwa zwei Unterarten:
- Thapsia garganica L. subsp. garganica: Sie kommt auf Ibiza, Sardinien, in Italien, Sizilien und Griechenland vor.[4]
- Thapsia garganica subsp. messanensis (Guss.) Brullo, Guglielmo, Pasta, Pavone & Salmeri: Dieser Endemit kommt nur auf Sizilien vor.[4]

## Sonstiges
Die im Mittelalter auch Tapsia genannte möhrenartige Wurzel der Purgierdolde enthält einen scharfen blasenziehenden Milchsaft. Wegen der dadurch bestehenden Gefahr der Hautreizung  wurde bereits in der Antike geraten, Purgierdolden (Thapsia gagarnica und „Thapsia silphium“) nur bei Windstille auszugraben, nachdem die nackten Teile der Haut (mit verdichtender flüssiger Wachssalbe) eingesalbt wurden.
Aus der Pflanze wurde ein Wirkstoff für die Krebstherapie isoliert, der nach ihr benannt wurde (Thapsigargin).

## Weiterführende Literatur
- A. J. Pujadas-Salva, L. Plaza-Arregui: Studies on Thapsia (Apiaceae) from north-western Africa: A forgotten and a new species. In: Botanical Journal of the Linnean Society. Volume 143, Issue 4, S. 433, doi:10.1111/j.1095-8339.2003.00233.x, (PDF).
- S. Castroviejo: Thapsia., S. 401–410, In: Flora Iberica. Volume X: Araliaceae-Umbelliferae, Real Jardín Botánico, 2003, ISBN 84-00-08150-1, (PDF).
- S. Iadjel, A. Zellagui, N. Gherraf: Reinvestigation of essential oil content of Thapsia garganica grown in the east of Algeria. In: Revue des Sciences fondamentales et appliquées, Volume 2, 2011, S. 30–34. (PDF).
- Jan Osterkamp: Die "Karotte des Todes" soll Krebs besiegen. In: spektrum.de. 28. Juni 2012. online.
- M. G. Cappai, G. Garau, S. Aboling et al.: Fatal poisoning of sheep from roots of Drias plants (Thapsia garganica L.): a seasonal risk associated with soil management practices in a Mediterranean area. In: Large Animal Rev. Volume 19, 2013, S. 292–294.
- C. Weitzel, N. Rønsted, K. Spalik, H. T. Simonsen: Resurrecting deadly carrots: Towards a revision of Thapsia (Apiaceae) based on phylogenetic analysis of nrITS sequences and chemical profiles. In: Bot. J. Linn. Soc. Volume 174, 2014, S. 620–636, doi:10.1111/boj.12144.
- S. Siebenand: Onkologie: Die Karotte des Todes. Onkologie – Die Karotte des Todes. In: Pharmazeutische Zeitung Online. Ausgabe 13, 2014. online.
- T. B. Andersen, Karen Martinez-Swatson, S. A. Rasmussen et al.: Localization and in-vivo characterization of Thapsia garganica CYP76AE2 indicates a role in thapsigargin biosynthesis. Plant Physiol., Volume 174, 2017, S. 56–72, doi:10.1104/pp.16.00055.
- Karen Martinez-Swatson, Carmen Quiñonero-López, Madeleine Ernst, Nina Rønsted, Christopher James Barnes, Henrik Toft Simonsen: Thapsigargins and induced chemical defence in Thapsia garganica. In: Chemoecology. 2020, doi:10.1007/s00049-020-00315-3.